# (3941) Haydn
(3941) Haydn est un astéroïde de la ceinture principale.

## Description
(3941) Haydn est un astéroïde de la ceinture principale. Il fut découvert par Freimut Börngen le 27 octobre 1973 à Tautenburg. Il présente une orbite caractérisée par un demi-grand axe de 2,93 UA, une excentricité de 0,023 et une inclinaison de 1,66° par rapport à l'écliptique.
Il fut nommé en hommage au compositeur autrichien Joseph Haydn (1732-1809).

## Compléments